# Safari (expeditie)

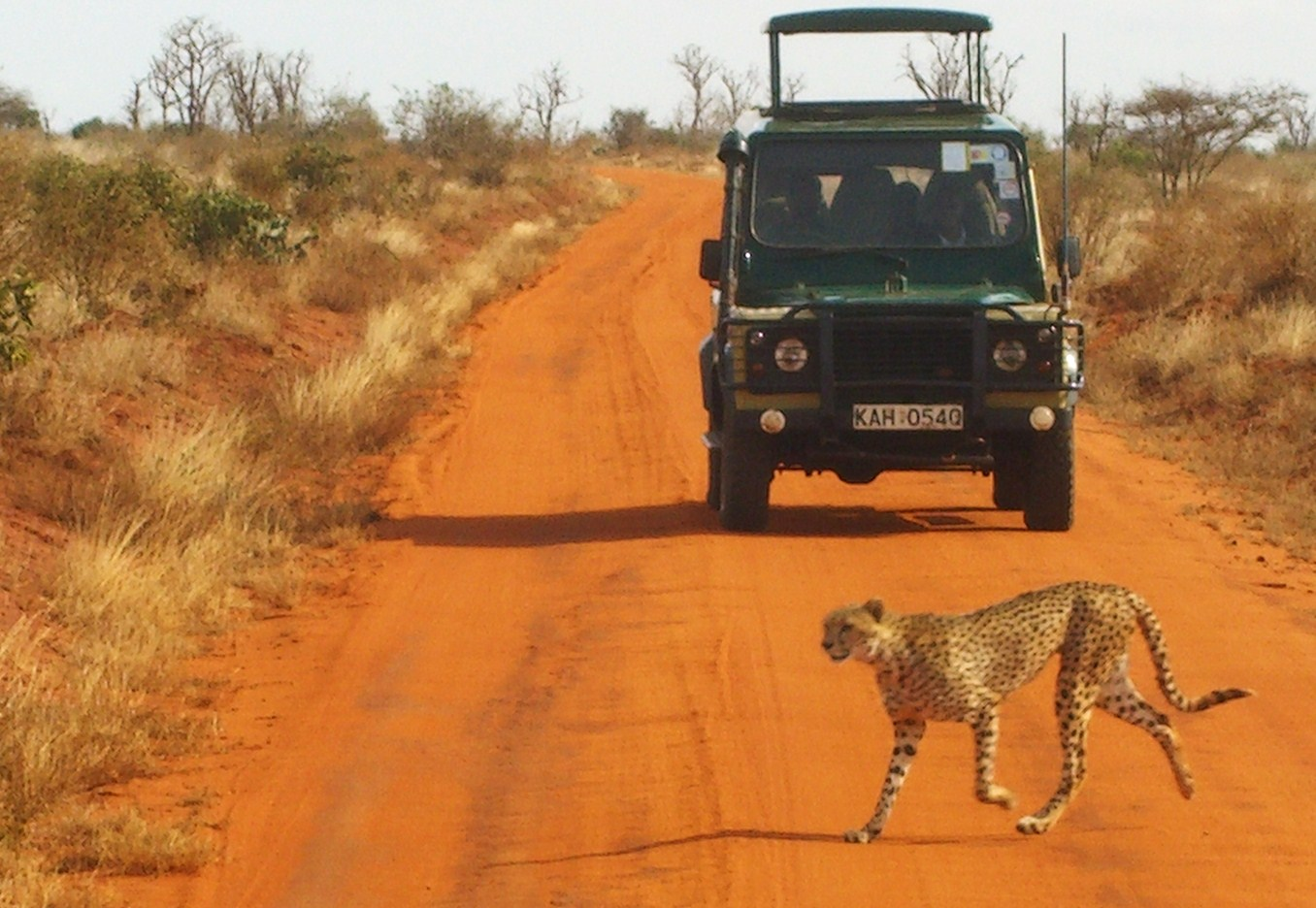
Safaritocht in het Nationaal park Tsavo East in Kenia

Een safari is een jacht- of foto-en-filmexpeditie. Het woord komt uit het Swahili waar het Lange reis betekent. Dit woord is uiteindelijk weer afgeleid van het Arabische woord سفر (safar) wat reis betekent. Bij een jachtsafari trekt de jager, alleen of vergezeld van inlandse helpers, gedurende een aantal dagen of weken door de bush of de jungle op jacht naar groot wild. Het is een vorm van jacht als sport; als jachttrofee brengt men bijvoorbeeld de huid van de geschoten roofdieren mee. De Amerikaanse schrijver Ernest Hemingway, de Amerikaanse president Theodore Roosevelt, en ook Prins Bernhard beoefenden dit soort jacht.
Tegenwoordig wordt de term "safari" vooral gebruikt om rondritten in de Afrikaanse wildparken aan te duiden, waarbij de toeristen het groot wild "schieten" met hun foto- of filmcamera's. De term wordt ook gebruikt om expedities waar dan ook aan te duiden, zoals een safari naar de Noordpool.
Striptekenaar Marc Sleen ging tussen 1962 en eind jaren 90 vaak op safari en verwees hier in de Nero-reeks ook geregeld naar.